# Smolinské

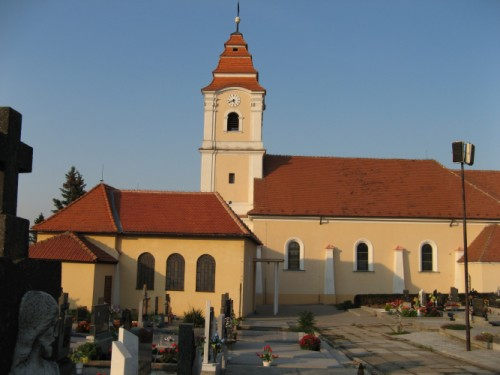
Smolinské

Smolinské (Hongaars: Szomolánka) is een Slowaakse gemeente in de regio Trnava, en maakt deel uit van het district Senica.
Smolinské telt 982 inwoners.